# Риссо, Эдуардо
Эдуардо Гильберто Риссо Салаверья (исп. Eduardo Gilberto Risso Salaverría, 1 ноября 1925, Монтевидео — 12 января 1986, Монтевидео) — уругвайский гребец, серебряный призёр летних Олимпийских игр 1948 года в одиночках, участник летних Олимпийских игр 1952 года.

## Биография
В 1948 году Эдуардо Риссо был включён в состав сборной Уругвая для участия в летних Олимпийских играх в Лондоне. На Играх Риссо выступал в соревнованиях одиночек. На предварительном этапе Риссо стал вторым в своём заезде, уступив лишь австралийцу Мервину Вуду. Для попадания в полуфинал уругвайцу необходимо было побеждать в отборочном заезде, с чем он успешно справился, опередив на самом финише соперников из Швеции и Швейцарии. В полуфинале Риссо противостояли хозяин соревнований британец Энтони Роу и прошлогодний победитель Diamond Challenge Sculls американец Джон Келли-младший — сын трёхкратного олимпийского чемпиона Джона Келли-старшего. За 400 с небольшим метров до финиша Келли уверенно выигрывал этот заезд, но мощный спурт уругвайца на финише позволил ему опередить Келли на 0,4 секунды и выйти в финал. Поскольку ширина канала в гребном центре в Хенли-он-Темс составляла всего 36 метров в каждом из заездов могли принимать участие только 3 лодки, таким образом выйдя в финал соревнований Риссо гарантировал себе олимпийскую медаль, повторив достижение Гильермо Дугласа, выигравшего в 1932 году бронзовую медаль. В решающем заезде Риссо ничего не смог противопоставить Мервину Вуду, уступив тому 13,8 с, при этом опередив итальянца Ромоло Катаста на 13,2 с.
На летних Олимпийских играх 1952 года в Хельсинки Эдуардо Риссо вновь принял участие в соревнованиях одиночек. Уругвайский гребец уверенно преодолел первый этап, проиграв лишь 4 секунды будущему олимпийскому чемпиону из СССР Юрию Тюкалову. Для попадания в финал необходимо было победить в полуфинальном заезде или во втором отборочном, однако Эдуардо не удалось победить ни в одном из них. В полуфинале он стал третьим, уступив в очередной раз Мервину Вуду, а также британцу Тони Фоксу, а в отборочном заезде он проиграл соперникам из Южно-Африканского Союза и Саара.
В 1996 году в Уругвае была выпущена почтовая марка с изображением Эдуардо Риссо стоимостью 3,50 уругвайских песо. Британский художник Джеффри Пейдж нарисовал картину, на которой был изображён финиш Эдурдо Риссо и Джона Келли в полуфинале Игр 1948 года.